# Roberto Valturio

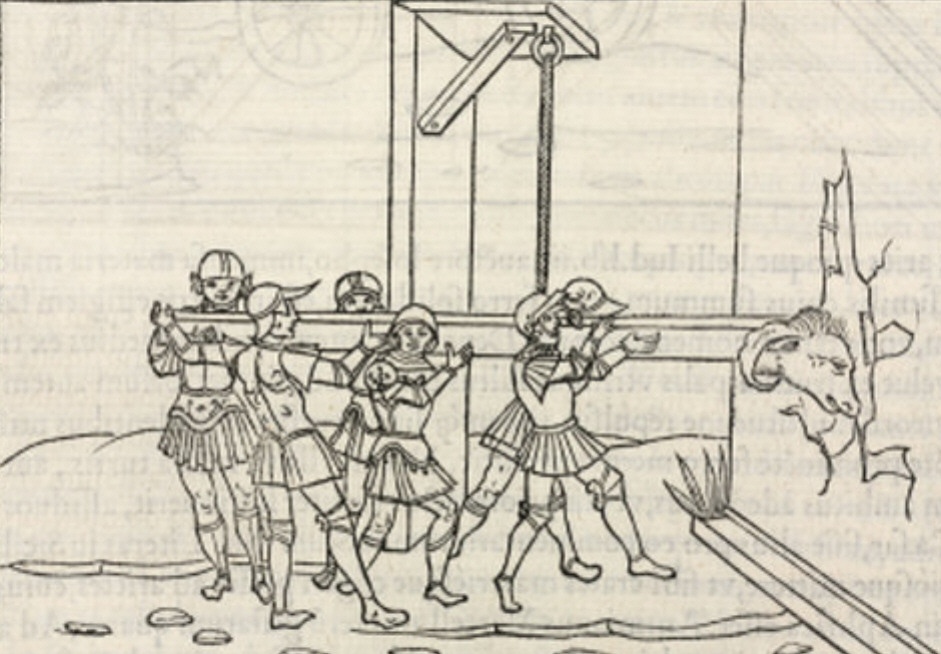
Ariete en un extracto del De Re militari, impreso en 1534 en París.

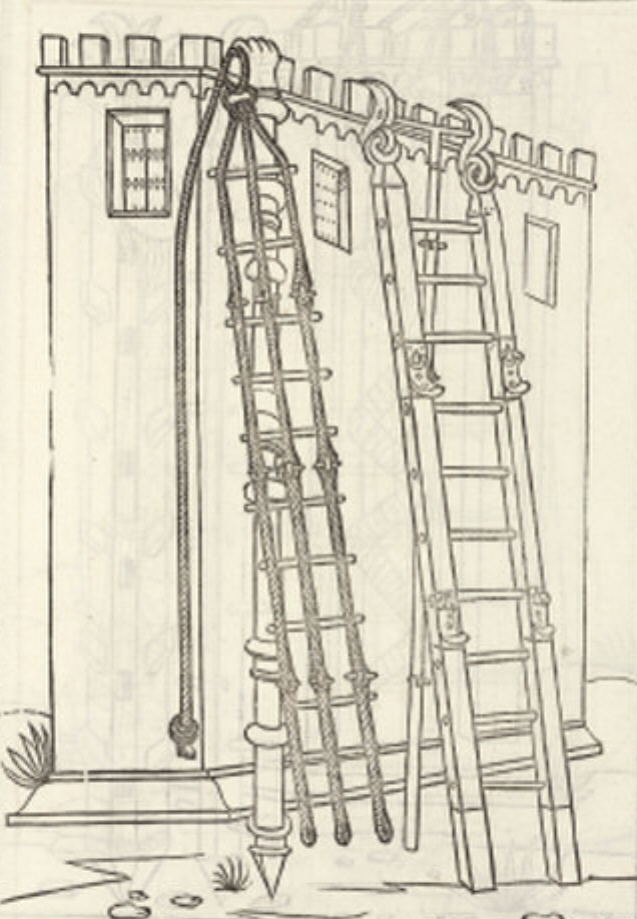
Escaleras de asalto en De Re militari. París 1534.

Roberto Valturio (en latín: Robertus Valturius; Rimini, 10 de febrero de 1405-Rímini, 30 de agosto de 1475) fue un ingeniero y escritor italiano. 

## Biografía
De familia acomodada, fue hijo de Cicco o Abramo, de la familia "Valtùri" o "Valturibus", que se había trasladado de Macerata Feltria a Rímini para ejercer la docencia y además era notario desde 1395. Su hermano Iacopo, mucho mayor que él (ya notario en 1398), hizo carrera en la administración pontificia y murió en 1437 o 1438. De sus hijos, Carlo hizo carrera administrativa y más tarde fue secretario de Sigismondo Pandolfo Malatesta, mientras que Manfredo enseñó gramática en Bolonia. El otro hermano de Roberto, Pietro, recibió de los Malatesta el señorío del castillo de Torrito, cerca de Sarsina.
Roberto, educado en la escuela de su padre, fue profesor de retórica y poesía de 1427 a 1437 en la Universidad de Bolonia (entonces llamada "Studio"). En 1438 se trasladó probablemente a la curia de Roma, donde tal vez asumió los cargos dejados por su sobrino Carlos.
Al regresar a Rímini en 1446, se casó con Diana, hija de Rainirolo Lazari y viuda, y pasó a formar parte del "Consejo Privado" de Sigismondo Pandolfo Malatesta. En este cargo tuvo contacto frecuente con Roma, donde realizó varios viajes y fue muy apreciado por sus contemporáneos.
A su muerte en 1475, dejó sus libros al convento de San Francisco de Rímini, donde se construyó específicamente una biblioteca en 1490, que luego se perdió: parte de los manuscritos pasaron a la Biblioteca Cívica Gambalunga en el siglo XVII.
Su sepultura está ubicada en el costado del Templo Malatestiano de Rímini, entre los personajes destacados de la corte malatestiana.

## De Re militari
Fue autor del tratado militar De Re militari en 1472. La obra consta de un prefacio, con dedicatoria a Sigismondo Pandolfo Malatesta; una lista de las obras clásicas mencionadas y una introducción sobre la historia de la guerra. 
La obra fue ampliamente conocida entre las cortes europeas. El rey Luis XI de Francia, el rey Matías Corvino de Hungría, el duque de Urbino Federico da Montefeltro y el gobernante de Florencia Lorenzo de Médici tenían un ejemplar del libro impreso en sus bibliotecas. 
En la lista de libros de Leonardo da Vinci se menciona a Roberto Valturio. Esto indica que Leonardo había estado en posesión de la obra de Valturio.